# II Liceum Ogólnokształcące z Oddziałami Dwujęzycznymi im. Kazimierza Jagiellończyka w Elblągu
II Liceum Ogólnokształcące z Oddziałami Dwujęzycznymi im. Kazimierza Jagiellończyka w Elblągu – liceum ogólnokształcące pod patronatem króla Polski Kazimierza IV Jagiellończyka. Usytuowane jest przy ulicy Królewieckiej 42 w Elblągu, w województwie warmińsko-mazurskim.

## Historia
Najstarsza wiadomość o szkole, określonej tamże jako „schola senatora”, pochodzi z 1322 roku. Jednak jej właściwe dzieje rozpoczęły się w roku 1535, kiedy to utworzono szkołę opartą na ideałach humanizmu renesansowego, oficjalnie otwartą 29 września 1535 roku. Gimnazjum było pierwszym w Polsce gimnazjum humanistycznym i protestanckim, a jego rektorem został literat i dramaturg, Gnapheus. W szkole uczyli się miejscowi studenci oraz pochodzący z Prus Królewskich, Prus Książęcych i Litwy.
Najświetniejszy okres dziejów gimnazjum przypadł na czasy dwóch rektorów o nazwisku Mylius – Jana oraz jego syna Michała. Pierwszy (z pochodzenia Czech) zajmował stanowisko rektora w latach 1597–1629, natomiast drugi kontynuował dzieło ojca przez następne 30 lat. Obok osiągnięć dydaktycznych ważnym wydarzeniem była budowa nowego gmachu gimnazjum na fundamentach dawnego klasztoru Brygidek, który istnieje do dziś, aczkolwiek obecnie pełni on rolę muzeum miejskiego. W 1601 roku powstała biblioteka gimnazjalna, systematycznie wzbogacana z funduszu Rady Miejskiej.
W drugiej połowie XVII wieku, wskutek wojen szwedzkich, nastąpił upadek miasta, a za nim i gimnazjum. Mimo tego szkoła pozostawała ośrodkiem życia kulturalnego. W latach 1644–1645 wykładał tu Jan Ámos Komenský.
W roku 1882 wybudowano nowy gmach dla gimnazjum i jego biblioteki. To właśnie w tym gmachu położony jest jego spadkobierca – II Liceum Ogólnokształcące im. Kazimierza Jagiellończyka oraz, powstałe w 1999 roku, Gimnazjum nr 3. Te dwie instytucje wspólnie utworzyły Zespół Szkół Ogólnokształcących nr 2 w Elblągu.
W 2017 roku szkoła uzyskała zezwolenie na uruchomienie klas dwujęzycznych, co doprowadziło do zmiany nazwy placówki na II Liceum Ogólnokształcące z Oddziałami Dwujęzycznymi im. Kazimierza Jagiellończyka w Elblągu.

## Dyrektorzy
Podani w kolejności chronologicznej:
- 1945–1948 – Bronisław Markiewicz
- 1948–1952 – Józef Lisak
- 1952–1953 – Mieczysława Koszewicz
- 1953–1955 – Edmund Błeszyński
- 1955–1973 – Zygmunt Sztuba
- 1973–1984 – Stanisław Przybycień (od 1970 roku wicedyrektor szkoły)
- 1984–1999 – Izabela Babraj
- 1999–2009 – Andrzej Korpacki (wcześniej wicedyrektor szkoły)
- 2009 – Agnieszka Jurewicz

## Znani absolwenci
- Elżbieta Duńska-Krzesińska – lekkoatletka, mistrzyni olimpijska, obecnie zamieszkała w USA;
- Marek Wachowski – automobilista, rajdowiec;
- Henryk Wiśniewski – profesor, badacz o wybitnych osiągnięciach naukowych w dziedzinie medycyny;
- Michał Wawryn – absolwent Wydziału Prawa Uniwersytetu Warszawskiego, polityk, członek SKL, szef biura poselskiego Władysława Walendziaka;
- Maciej Sandecki – dziennikarz Gazety Wyborczej.
- Janusz Rachoń – profesor, rektor Politechniki Gdańskiej, senator RP
- Piotr Andrukiewicz – redemptorysta
- Marta Gałuszewska – piosenkarka, zwyciężczyni VIII edycji programu The Voice of Poland
- Przemysław Mieszko Rudź – kompozytor muzyki elektronicznej, popularyzator nauki
- Aleksandra Szczygłowska – polska siatkarka